# Горни Калнік
Горни Калнік (словац. Horný Kalník) — село, громада округу Мартін, Жилінський край, регіон Турєц. Кадастрова площа громади — 2,06 км².
Населення 189 осіб (станом на 31 грудня 2018 року).

## Історія
Горни Калнік згадується 1225 року.

## Населення
| Рік:            | 1994. | 2004. | 2014.    | 2024.    |
| --------------- | ----- | ----- | -------- | -------- |
| Кількість осіб: | 120   | 156   | 176      | 197      |
| Різниця:        |       | +30 % | +12,82 % | +11,93 % |

| Рік:            | 2023. | 2024.   |
| --------------- | ----- | ------- |
| Кількість осіб: | 190   | 197     |
| Різниця:        |       | +3,68 % |